# Günkırı, Güroymak
Günkırı là một thị trấn thuộc huyện Güroymak, tỉnh Bitlis, Thổ Nhĩ Kỳ. Dân số thời điểm năm 2011 là 4.385 người.